# ハインリヒ・クラーマー

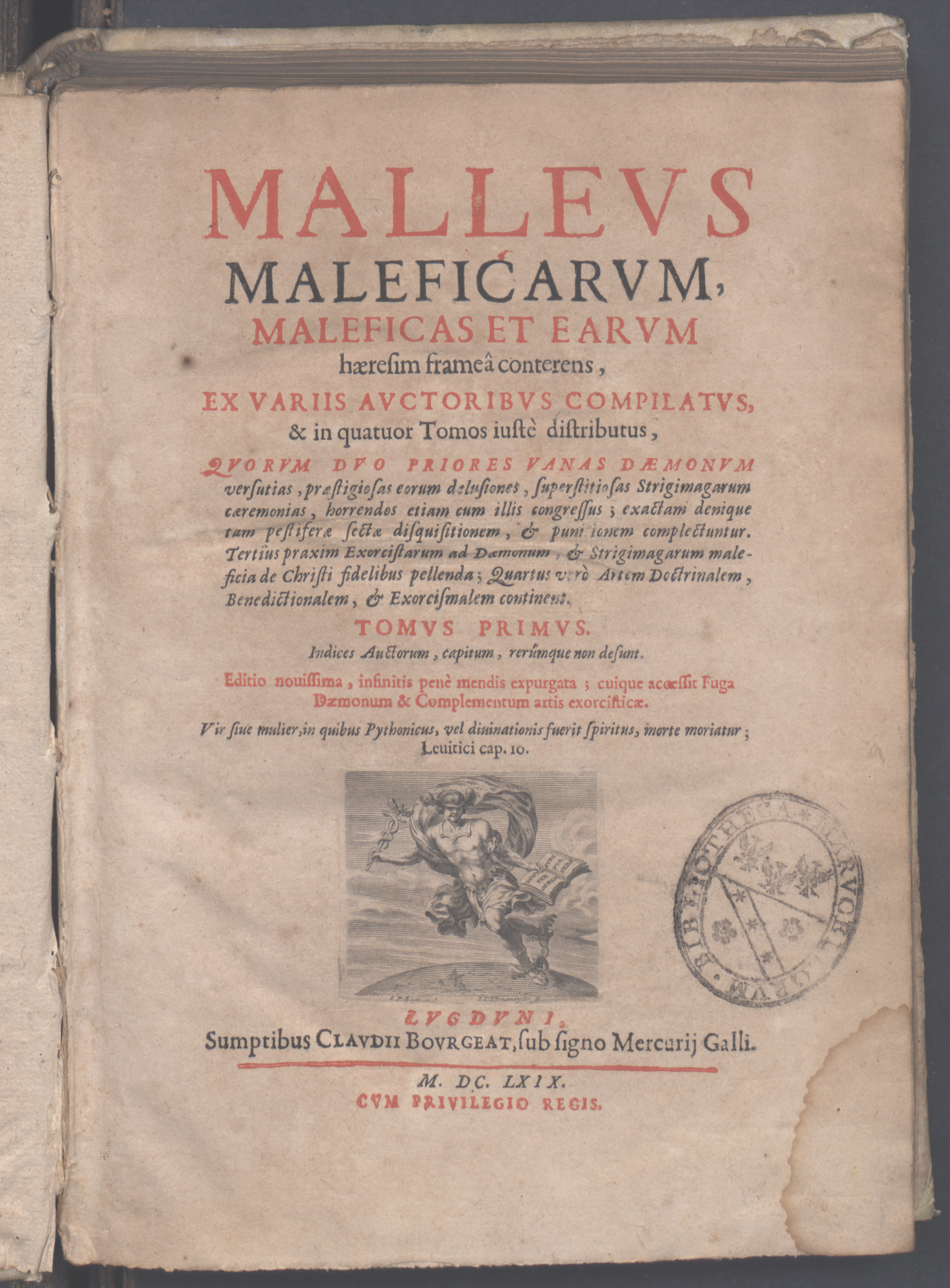
Malleus maleficarum

ハインリヒ・クラーマー (Heinrich Kramer, 1430年 - 1505年) は、15世紀ドイツのドミニコ会士、宗教裁判官。『魔女の槌』の著者。ハインリヒ・インスティトーリス (Heinrich Institoris) とも。

## 生涯

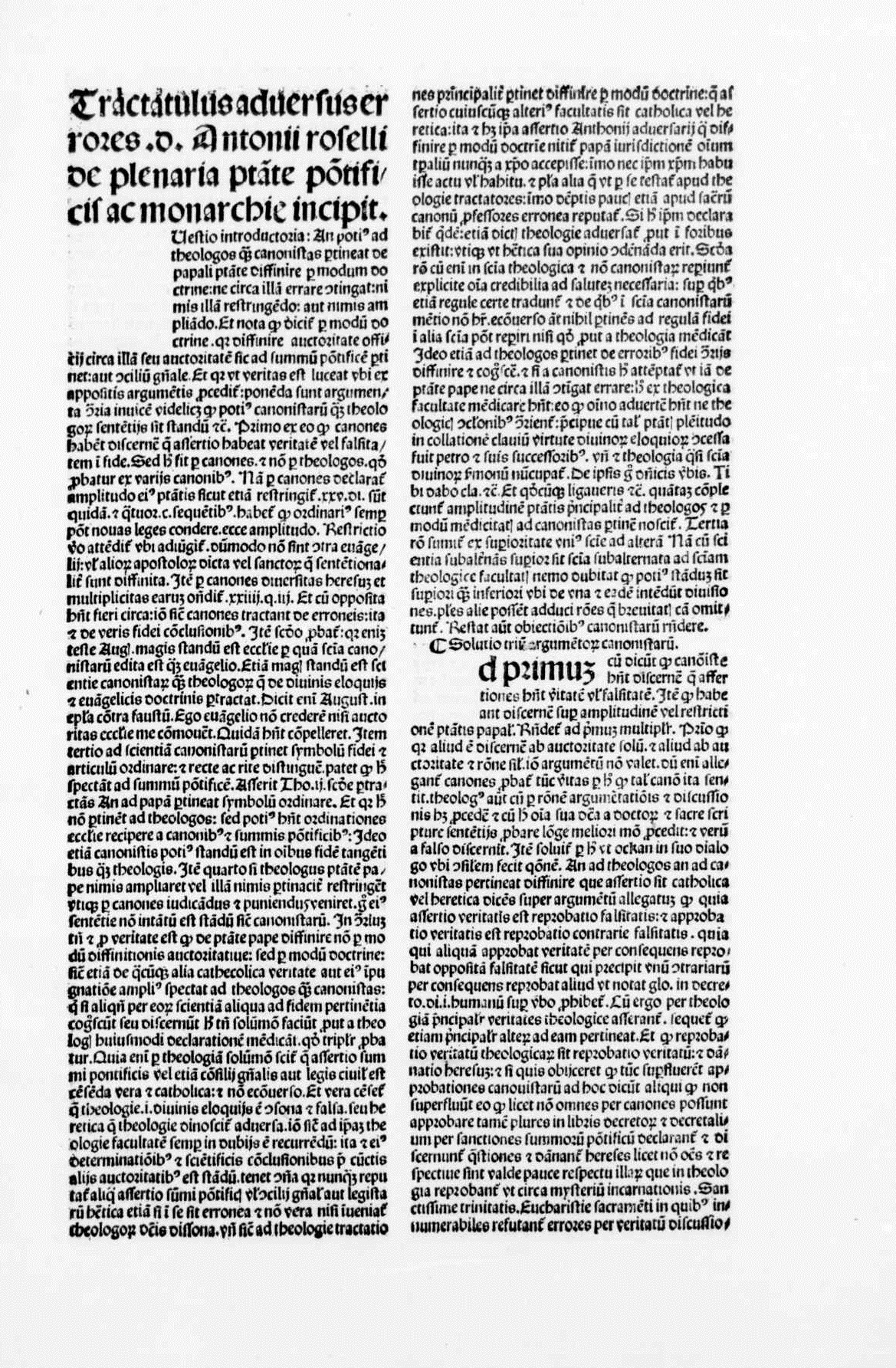
Opusculum in errores Monarchiae Antonii de Rosellis, 1499

1430年頃、エルザス地方の帝国都市シュレットシュタットにて出生。若くして郷里のドミニコ会修道院に入り、教育を受けた。その後、おそらくケルンのドミニコ会大神学校で学問を修めた。講師を務めながらの学業の末、1479年までにローマで神学博士となり、人文主義者風にラテン名ヘンリクス・インスティトーリス (羅: Henricus Institoris) を名乗った。
1474年、ドミニコ会指導部より異端審問官に任命され、その4年後には教皇シクトゥス4世より、上部ドイツで異端審問を行う権限を認定された。教皇の宗教裁判官としてのかれの関心事は、教皇首位説に異を唱える公会議首位論者の取締と、魔女や異端の撲滅であった。
1484年、クラーマーは、マレフィキウム（害悪魔術）に手を染める男女を糾問する権限をかれに与える教皇勅書をインノケンティウス8世から引き出した。この回勅は『スンミス・デシデランテス・アフェクティブス（このうえない熱情をもって願わくば）』というタイトルで知られる。翌1485年にはさらに3通の教皇の認定書を得てティロル伯領内のブレッサノーネ司教領（ブリクセン司教領）に入り、魔女狩りを始めた。ティロルにおける審問でクラーマーがとった手法は、容赦のない拷問、弁護の禁止、尋問記録の改竄といった、当時の基準に照らしても非法なものであった。こうしたやり口に現地の市民や貴族、聖職者たちは反発した。ブレッサノーネの司教ゲオルク2世・ゴルザーは、ティロルの首都インスブルックの法廷に代理人を派遣して対抗し、被告に弁護人をつけることに成功した。クラーマーの審問手続きに問題があるとした弁護人の主張は認められ、被疑者たちは釈放された。クラーマーは立退きを勧奨する司教ゴルザーの書簡を受け取ってもなお当地に居座ったが、翌年2月にはティロルから撤退した。ゴルザーは友人に宛てた手紙のなかで、クラーマーは耄碌して幼児化し、狂っているようにも見えると評した。
この敗北の後、魔女とそれに対する法的手続きについての知見をまとめた大部の著書を短期間で書き上げた。それが魔女裁判の手引書と言われる『魔女の槌』である。同書は1486年秋にシュパイアーで初めて印行された。
1500年、クラーマーは教皇アレクサンデル6世よりベーメンとメーレンでヴァルド派を取り締まる権限を与えられたが、その地で魔女裁判の成果をあげたという記録は残っていない。1505年、メーレンのオルミュッツで没した。